# Articulatio sternoclavicularis
De articulatio sternoclavicularis of het borstbeen-sleutelbeengewricht is het anatomische gewricht dat gevormd wordt door het borstbeen (sternum) en het sleutelbeen (clavicula). Hij is een van de drie gewrichten van de schoudergordel. De andere twee zijn de articulatio acromioclavicularis en het schoudergewricht (articulatio humeri).
Het oppervlak van beide botten is ter plaatse van het gewricht bedekt met een laagje kraakbeen. Voor de stabiliteit zitten er twee ligamenten om dit gewricht heen, de ligamenta sternoclavicularia anterius et posterius.